# نيكولاس أرشيبالد
نيكولاس أرشيبالد (6 ديسمبر 1975 في المملكة المتحدة - ) (بالإنجليزية: Nicholas Archibald)‏ هو لاعب كريكت بريطاني.

## وصلات خارجية
- نيكولاس أرشيبالد على موقع إي آس بي آن كريك إنفو (الإنجليزية)